# 무한한 존엄성
「무한한 존엄성」(라틴어: Dignitas infinita)은 2024년 4월 8일 교황청 신앙교리부서에서 발표한 선언문이다.
이 선언에서 교황청은 성전환 수술과 대리모, 젠더이론은 낙태와 동급으로 하느님의 창조 섭리에 어긋나는 것이며, 사형제·전쟁·안락사·여성학대와 더불어 인간의 존엄성에 대한 심각한 위협이라고 명시적으로 규정했다.